# Comté de Catoctin
 (mai 2024).
La mise en forme du texte ne suit pas les recommandations de Wikipédia : il faut le « wikifier ».
Les points d'amélioration suivants sont les cas les plus fréquents :
- Les titres sont pré-formatés par le logiciel. Ils ne sont ni en capitales, ni en gras.
- Le texte ne doit pas être écrit en capitales (les noms de famille non plus), ni en gras, ni en italique, ni en « petit »…
- Le gras n'est utilisé que pour surligner le titre de l'article dans l'introduction, une seule fois.
- L'italique est rarement utilisé : mots en langue étrangère, titres d'œuvres, noms de bateaux, etc.
- Les citations ne sont pas en italique mais en corps de texte normal. Elles sont entourées par des guillemets français : « et ».
- Les listes à puces sont à éviter, des paragraphes rédigés étant largement préférés. Les tableaux sont à réserver à la présentation de données structurées (résultats, etc.).
- Les appels de note de bas de page (petits chiffres en exposant, introduits par l'outil «  Source ») sont à placer entre la fin de phrase et le point final[comme ça].
- Les liens internes (vers d'autres articles de Wikipédia) sont à choisir avec parcimonie. Créez des liens vers des articles approfondissant le sujet. Les termes génériques sans rapport avec le sujet sont à éviter, ainsi que les répétitions de liens vers un même terme.
- Les liens externes sont à placer uniquement dans une section « Liens externes », à la fin de l'article. Ces liens sont à choisir avec parcimonie suivant les règles définies. Si un lien sert de source à l'article, son insertion dans le texte est à faire par les notes de bas de page.
- La présentation des références doit suivre les conventions bibliographiques. Il est recommandé d'utiliser les modèles {{Ouvrage}}, {{Chapitre}}, {{Article}}, {{Lien web}} et/ou {{Bibliographie}}. Le mode d'édition visuel peut mettre en forme automatiquement les références.
- Insérer une infobox (cadre d'informations à droite) n'est pas obligatoire pour parachever la mise en page.

Pour une aide détaillée, merci de consulter Aide:Wikification.
Si vous pensez que ces points ont été résolus, vous pouvez retirer ce bandeau et améliorer la mise en forme d'un autre article.
 (mai 2024).
Le comté de Catoctin est le nom d'un nouveau comté proposé en Virginie du Nord qui serait formé à partir des parties occidentales du comté de Loudoun. Le mouvement pour former le nouveau comté a commencé en 2005 avec une lettre au Washington Post ,.
Selon la proposition, la zone du comté de Loudoun à l'ouest du bassin versant du mont Catoctin, connue sous le nom de vallée de Loudoun, serait séparée de la partie du comté à l'est de ce bassin versant. La partie orientale de Loudoun conserverait son nom et son gouvernement de comté. Purcellville deviendrait le siège du gouvernement du nouveau comté. Son nom est dérivé de la montagne Catoctin dont le bassin versant constituerait sa frontière est et du ruisseau Catoctin qui traverse sa limite proposée.
L'idée du comté de Catoctin a commencé comme un mouvement visant à lutter contre le développement rapide de la région occidentale historiquement rurale du comté de Loudoun, l'un des comtés à la croissance la plus rapide des États-Unis dans les années 1990. En général cependant, le développement le plus important s'est produit à l'est de la montagne Catoctin, dans l'est de Loudoun.
Le soutien au mouvement a diminué, mais il a refait surface en 2012 avec le projet d'extension de la ligne Silver du métro, entraînant une augmentation des taxes sur les habitants de Loudoun.
La population du comté de Catoctin, en Virginie, est d'environ 5 000 personnes[réf. souhaitée].